# National Basketball Association 1975-1976
La stagione della National Basketball Association 1975-1976 fu la 30ª edizione del campionato NBA. La stagione si concluse con la vittoria dei Boston Celtics, che sconfissero i Phoenix Suns per 4-2 nelle finali NBA.

## Squadre partecipanti
- Atlanta Hawks
- Boston Celtics
- Buffalo Braves
- Chicago Bulls
- Cleveland Cavaliers
- Detroit Pistons
- Houston Rockets
- G.S. Warriors
- K.C. Kings

- L.A. Lakers
- Milwaukee Bucks
- Utah Jazz
- N.Y. Knicks
- Phoenix Suns
- Philadelphia 76ers
- Portland T. Blazers
- Seattle S.Sonics
- Washington Bullets

## Classifica finale

### Eastern Conference
| Squadra            | V  | P  | %    | GB |
| ------------------ | -- | -- | ---- | -- |
| Boston Celtics C   | 54 | 28 | 65,9 | -  |
| Buffalo Braves     | 46 | 36 | 56,1 | 8  |
| Philadelphia 76ers | 46 | 36 | 56,1 | 8  |
| New York Knicks    | 38 | 44 | 46,3 | 16 |

| Squadra             | V  | P  | %    | GB |
| ------------------- | -- | -- | ---- | -- |
| Cleveland Cavaliers | 49 | 33 | 59,8 | -  |
| Washington Bullets  | 48 | 34 | 58,5 | 1  |
| Houston Rockets     | 40 | 42 | 48,8 | 9  |
| New Orleans Jazz    | 38 | 44 | 46,3 | 11 |
| Atlanta Hawks       | 29 | 53 | 35,4 | 20 |

### Western Conference
| Squadra           | V  | P  | %    | GB |
| ----------------- | -- | -- | ---- | -- |
| Milwaukee Bucks   | 38 | 44 | 46,3 | -  |
| Detroit Pistons   | 36 | 46 | 43,9 | 2  |
| Kansas City Kings | 31 | 51 | 37,8 | 7  |
| Chicago Bulls     | 24 | 58 | 29,3 | 14 |

| Squadra                | V  | P  | %    | GB |
| ---------------------- | -- | -- | ---- | -- |
| Golden State Warriors  | 59 | 23 | 72,0 | -  |
| Seattle SuperSonics    | 43 | 39 | 52,4 | 16 |
| Phoenix Suns           | 42 | 40 | 51,2 | 17 |
| Los Angeles Lakers     | 40 | 42 | 48,8 | 19 |
| Portland Trail Blazers | 37 | 45 | 45,1 | 22 |

## Vincitore
| Campione NBA 1975-1976      |
| --------------------------- |
| Boston Celtics (13º titolo) |

## Statistiche
| Categoria             | Giocatore               | Gara                                 | Stat |
| --------------------- | ----------------------- | ------------------------------------ | ---- |
| Punti per gara        | Bob McAdoo              | Buffalo Braves                       | 31,1 |
| Rimbalzi per gara     | Kareem Abdul-Jabbar     | Los Angeles Lakers                   | 16,9 |
| Assist per gara       | Slick Watts             | Seattle SuperSonics                  | 8,1  |
| Palle rubate per gara | Slick Watts             | Seattle SuperSonics                  | 3,2  |
| Stoppate per gara     | Kareem Abdul-Jabbar     | Los Angeles Lakers                   | 4,1  |
| FG%                   | Wes Unseld John Shumate | Washington Bullets Phoenix / Buffalo | 56,1 |
| FT%                   | Rick Barry              | Golden State Warriors                | 92,3 |

## Premi NBA
- NBA Most Valuable Player Award: Kareem Abdul-Jabbar, Los Angeles Lakers
- NBA Rookie of the Year Award: Alvan Adams, Phoenix Suns
- NBA Coach of the Year Award: Bill Fitch, Cleveland Cavaliers
- NBA Executive of the Year Award: Jerry Colangelo, Phoenix Suns
- All-NBA First Team:
  - Rick Barry, Golden State Warriors
  - George McGinnis, Philadelphia 76ers
  - Kareem Abdul-Jabbar, Los Angeles Lakers
  - Nate Archibald, Kansas City Kings
  - Pete Maravich, New Orleans Jazz
- All-NBA Second Team:
  - Elvin Hayes, Washington Bullets
  - John Havlicek, Boston Celtics
  - Dave Cowens, Boston Celtics
  - Randy Smith, Buffalo Braves
  - Phil Smith, Golden State Warriors
- All-Defensive First Team:
  - Paul Silas, Boston Celtics
  - John Havlicek, Boston Celtics
  - Dave Cowens, Boston Celtics
  - Norm Van Lier, Chicago Bulls
  - Slick Watts, Seattle SuperSonics
- All-Defensive Second Team:
  - Jim Brewer, Cleveland Cavaliers
  - Jamaal Wilkes, Golden State Warriors
  - Kareem Abdul-Jabbar, Los Angeles Lakers
  - Jim Cleamons, Cleveland Cavaliers
  - Phil Smith, Golden State Warriors
- All-Rookie Team:
  - Joe Meriweather, Houston Rockets
  - Alvan Adams, Phoenix Suns
  - Lionel Hollins, Portland Trail Blazers
  - John Shumate, Phoenix / Buffalo
  - Gus Williams, Golden State Warriors